# بحيرة سان جان
بحيرة سان جان هي بحيرة كبيرة ضحلة نسبيا في جنوب وسط كيبك في كندا في مرتفعات لورينتيان. تقع البحيرة على بعد 206 كم شمال نهر سانت لورانس حيث يتم تصريفها عبر نهر ساجوناي. تبلغ مساحة البحيرة 1,053 كيلومتر مربع وأقصى نقطة عمق 63 متر. 

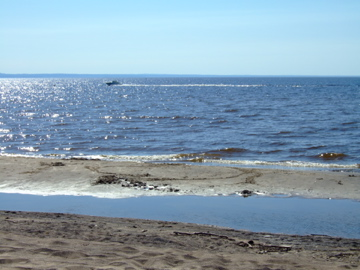
بحيرة سان جان من شواطئ